# Laohua-Moschee

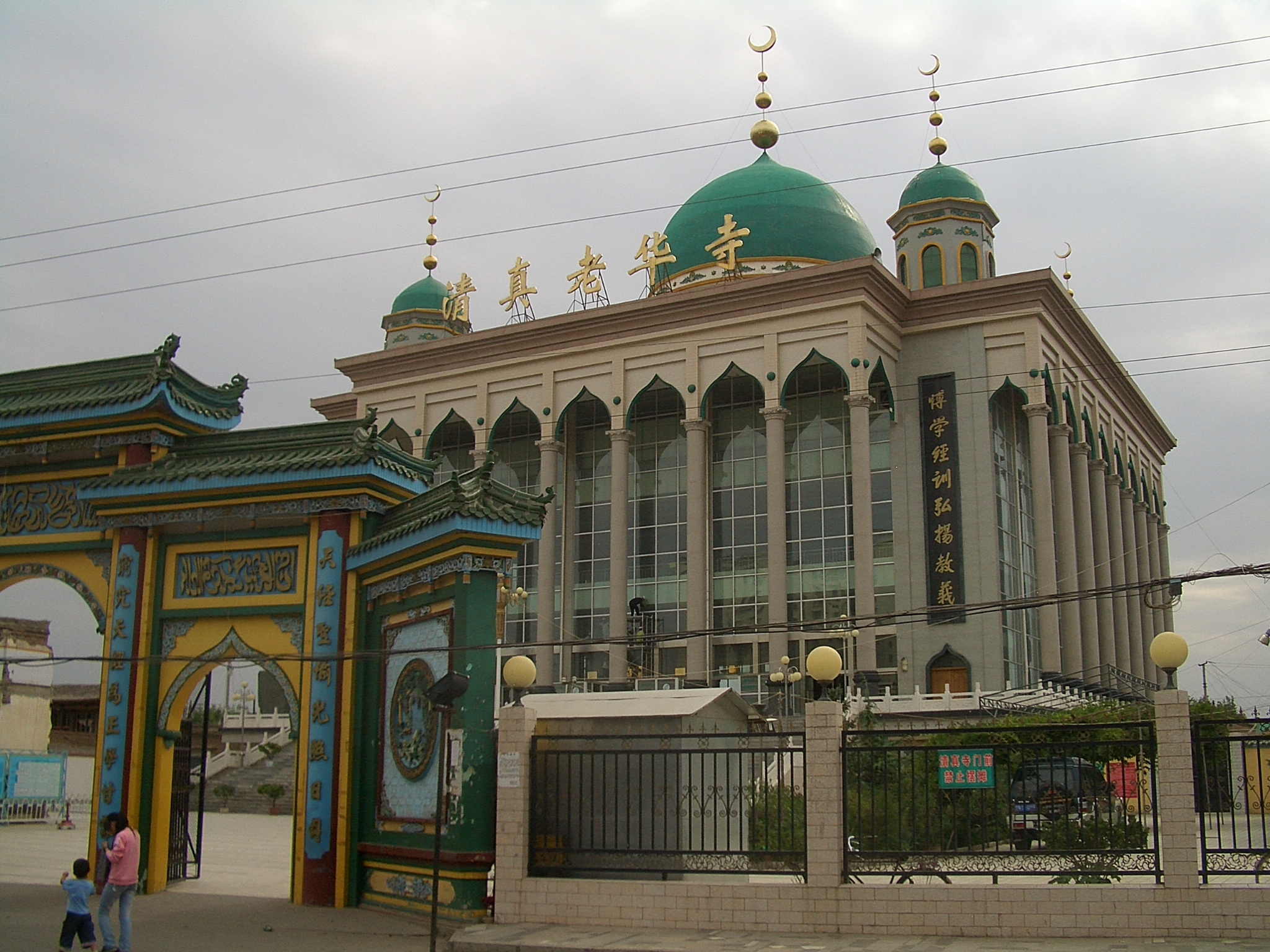
Laohua-Moschee

Die Laohua-Moschee (chinesisch 清真老华寺, Pinyin Qīngzhēn Lǎohuá Sì) ist eine Moschee in der Stadt Linxia, Autonomer Bezirk Linxia der Hui, Provinz Gansu, China. Die Moschee wurde ursprünglich 1368 in der Zeit der Ming-Dynastie erbaut. Sie ist auch als „Großer Hua-Tempel“ (Dahua si 大华寺) oder „Hua-Tempel“ (Hua si 华寺) bekannt und befindet sich in Linxia in der „Hua-Tempel-Straße“ (华寺街).